# هانس ويلهلم (كاتب)
هانس ويلهلم (بالألمانية: Hans Wilhelm)‏ هو كاتب سيناريو ألماني، ولد في 18 أكتوبر 1904 في برلين في ألمانيا، وتوفي في 23 ديسمبر 1980 في سانتا مونيكا في الولايات المتحدة.

## وصلات خارجية
- هانس ويلهلم على موقع IMDb (الإنجليزية)
- هانس ويلهلم على موقع ألو سيني (الفرنسية)
- هانس ويلهلم على موقع أول موفي (الإنجليزية)
- هانس ويلهلم على موقع قاعدة بيانات الأفلام السويدية (السويدية)
- هانس ويلهلم على موقع قاعدة بيانات الفيلم (الإنجليزية)
- هانس ويلهلم على موقع كينوبويسك (الروسية)